# Палерміті
Палерміті (італ. Palermiti, сиц. Palirmiti) — муніципалітет в Італії, у регіоні Калабрія, провінція Катандзаро.
Палерміті розташоване на відстані близько 490 км на південний схід від Рима, 22 км на південний захід від Катандзаро.
Населення — 1227 осіб (2014).
Щорічний фестиваль відбувається 14 липня. Покровитель — San Giusto.

## Демографія
Населення за роками:

Станом на 1 січня 2023 року в муніципалітеті офіційно проживало 57 іноземців з 10 країн, серед них 44 громадяни країн Євросоюзу та 2 громадяни України.

## Сусідні муніципалітети
- Чентраке
- Гасперина
- Монтауро
- Монтепаоне
- Скуїллаче
- Валлефьорита